# Communauté de communes Arbois, Vignes et Villages - Pays de Louis Pasteur
La communauté de communes Arbois, Vignes et Villages - Pays de Louis Pasteur (CCAVV) est une ancienne communauté de communes française, située dans le département du Jura en région Bourgogne-Franche-Comté. Elle disparaît le 1er janvier 2017 et laisse place à la communauté de communes Arbois, Poligny, Salins – Cœur du Jura.

## Composition
La communauté de communes regroupait 14 communes :
| Nom                      | Code Insee | Gentilé       | Superficie (km2) | Population (dernière pop. légale) | Densité (hab./km2) |
| ------------------------ | ---------- | ------------- | ---------------- | --------------------------------- | ------------------ |
| Arbois (siège)           | 39013      | Arboisiens    | 45,42            | 3 463 (2014)                      | 76                 |
| Abergement-le-Grand      | 39002      |               | 4,22             | 55 (2014)                         | 13                 |
| Les Arsures              | 39019      | Arsuriens     | 4,44             | 245 (2014)                        | 55                 |
| Saint-Cyr-Montmalin      | 39479      |               | 10,21            | 233 (2014)                        | 23                 |
| La Châtelaine            | 39116      | Châtelainiers | 13,17            | 133 (2014)                        | 10                 |
| La Ferté                 | 39223      | Fertois       | 11,75            | 185 (2014)                        | 16                 |
| Mathenay                 | 39319      | Mathenayons   | 3,54             | 140 (2014)                        | 40                 |
| Mesnay                   | 39325      | Moinoulis     | 8,32             | 572 (2014)                        | 69                 |
| Molamboz                 | 39337      | Molamboziens  | 7,06             | 80 (2014)                         | 11                 |
| Montigny-lès-Arsures     | 39355      | Montignellis  | 10,63            | 275 (2014)                        | 26                 |
| Les Planches-près-Arbois | 39425      |               | 1,39             | 104 (2014)                        | 75                 |
| Pupillin                 | 39446      | Pupillanais   | 6,61             | 244 (2014)                        | 37                 |
| Vadans                   | 39539      | Vandésiens    | 11,25            | 265 (2014)                        | 24                 |
| Villette-lès-Arbois      | 39572      | Velotiers     | 5,45             | 376 (2014)                        | 69                 |

## Histoire
En 1995, les 14 communes du canton d'Arbois se regroupent en un SIVOM du canton d'Arbois. Par arrêté préfectoral du 19 décembre 2000, le SIVOM devient la communauté de communes du Val de Cuisance (CCVV) à compter du 1er janvier 2001. Enfin, après les élections municipales de mars 2008, elle prend le nom de communauté de communes Arbois, Vignes et Villages - Pays de Louis Pasteur, tout en conservant le même sigle.

## Compétences
- Développement économique
- Aménagement de l'espace
- Protection et mise en valeur de l'environnement
- Logement et cadre de vie
- Voirie
- Équipements sociaux, culturesl et sportifs
- Social
- Tourisme
- Services à la population.

## Description
Le cours de la Cuisance, rivière qui prend sa source dans la reculée des Planches, sert d'épine dorsale à ce territoire.
Malgré cela, comme le canton voisin de Poligny, celui d'Arbois est marqué par la coupure traditionnelle entre le haut-canton caractérisé par la zone viticole et la bordure forestière du premier plateau jurassien (le «Revermont») et le bas-canton au relief plus mou et aux petits villages d'éleveurs.
Sa population est d'environ 7 000 habitants, dont 3 600 à la ville centre Arbois. Cette dernière est caractérisée par une activité viticole implantée de longue date (1re AOC de France) et un magnifique patrimoine urbain générant une importante activité commerciale et touristique. Elle est entourée de petites communes rurales au contact de la plaine (Bresse jurassienne) et du plateau jurassien qui forme à cet endroit l'une de ses plus belles reculées.